# Nyugati homokiboa
A nyugati homokiboa (Eryx jaculus) az óriáskígyófélék (Boidae) családjába és a homokiboa-formák (Erycinae) alcsaládjába tartozó faj.

## Előfordulása
A nyugati homokiboa az egyetlen európai óriáskígyó. Kontinensünkön csak a Balkán területén honos, továbbá előfordul a Kaukázusban, a Közel-Keleten és Észak-Afrikában. A homokpuszták és sivatagok lakója.
Romániában 2014-ben ismét találtak élő példányokat, először az 1930-as évek közepe óta.

## Megjelenése
|  |

Hossza 80 cm. Színe lehet szürke, barna és vörös meg fekete foltok tarkítják. Az óriási "unokatestvéreihez" hasonlóan a nyugati homokiboa esetében is előfordul a hátsó lábcsont. Vész esetén tompa arcorrával a homokba ássa magát.

## Életmódja
Napkelte után igazán élénk. Tápláléka apró rágcsálók, kisebb hüllők, valamint csiga. A hőség elől a homokot használja az állat "mentsvárnak". A párzási időszak májusban van.